# Alexandre Nevski
Pour les articles homonymes, voir Alexandre, Nevski, Alexandre Nevski (homonymie) et Saint Alexandre.
Alexandre Nevski (littéralement « de la Neva », en russe : Александр Ярославич Невский, Aleksandr Iaroslavitch Nevskii, ), né le 30 mai 1220 à Pereslavl-Zalesski et mort le 14 novembre 1263 à Gorodets, est un prince de Novgorod devenu héros national russe, célèbre pour ses victoires militaires.
Il est aussi un saint de l'Église orthodoxe et plusieurs cathédrales orthodoxes portent son nom. Il est fêté le 23 novembre et le 30 août (translation de ses reliques à Saint-Pétersbourg),.

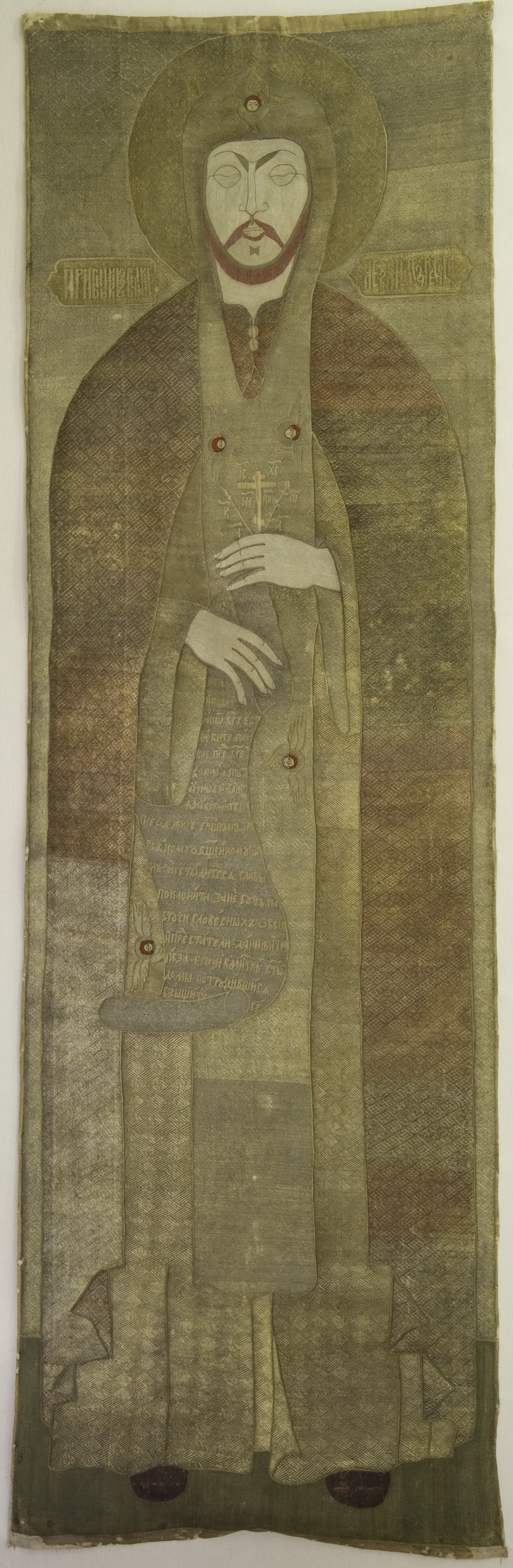

## Biographie
Fils du prince Iaroslav II de Vladimir, il devient prince de Novgorod (1236-1252) puis grand-prince de Vladimir (1252-1263). Il devient prince de Novgorod en 1236, quand son père Iaroslav II de Vladimir quitte la ville pour monter sur le trône de Kiev. Il est également prince de Souzdal et de Moscou, dont le nom apparaît pour la première fois dans l'histoire en 1147.
Inféodé aux Mongols, comme son père à partir de 1238 (lequel meurt au retour d'un voyage à Karakorum), Alexandre Nevski va lui-même jusqu'à Karakorum en 1248-1249 pour recevoir l'investiture mongole pour la principauté de Kiev, et plusieurs fois à Saraï, où il se lie d'amitié avec Sartaq, et reçoit l'investiture du khan Batu de la Horde d'or pour la principauté de Vladimir-Souzdal. 
Il est surtout célèbre pour deux victoires militaires essentielles dans l'histoire de la Russie : la première contre les Suédois à la bataille de la Neva le 15 juillet 1240. Avant le début de cette bataille, il adresse à ses troupes un discours qui fera date dans l'histoire, dans lequel il dit « Dieu n'est pas dans la force mais dans la vérité. N'ayons pas peur de la multitude des guerriers car Dieu est avec nous». Cette victoire lui valut son surnom de Nevski (« de la Neva ») et un statut de héros.
La seconde, avec l'appui de cavaliers mongols, à la bataille du lac Peïpous sur les glaces du lac éponyme en
avril 1242 contre les chevaliers de l'ordre Teutonique, installés dans la région depuis 1237. Ceux-ci, qui venaient d'intégrer l'ordre des chevaliers Porte-Glaive, avaient reçu l'autorisation du Pape Grégoire IX pour lancer une croisade contre les Novgorodiens, afin notamment de les convertir de force au Catholicisme.
Cette bataille donna naissance, plusieurs siècles plus tard, à un film de Sergueï Eisenstein (1938), sur une musique de Sergueï Prokofiev. C'est le courage et la clairvoyance politique, à une époque critique de leur histoire, que le peuple russe et l'Église russe honorent en lui.
En 1251, le nouveau Pape Innocent IV envoie deux légats à Alexandre pour lui remettre une bulle l'invitant à se convertir au Catholicisme, mais celui-ci refuse.
En 1252, alors que plusieurs principautés se sont rebellées contre le joug mongol, Alexandre entame une action diplomatique pour convaincre les Mongols de ne pas lancer de représailles, sauvant ainsi ces principautés de la destruction. De même, en 1262, il se rend auprès de Berké Khan pour tenter de le faire renoncer à son projet de recruter massivement des hommes russes dans sa nouvelle armée. 
Sur le chemin du retour, Alexandre tombe gravement malade. Comprenant qu'il va mourir, il prononce ses voeux monastiques et devient moine sur son lit de mort, après quoi il meurt, le 14 novembre 1263. 
À sa mort, un culte local lui est voué et sa Vie est rédigée. Il est canonisé le 26 février 1547. Le 30 août 1724, l'empereur Pierre le Grand fait transférer ses reliques de Vladimir à Saint-Pétersbourg dans la petite châsse Alexandre Nevski, à la laure récemment construite pour la nouvelle capitale.
En 1919, les reliques d'Alexandre Nevski sont saisies par les nouvelles autorités communistes qui les mettent dans un musée de l'athéisme, dans un but antireligieux.  En 1989, le gouvernement soviétique autorise la retour des reliques à la Laure St Alexandre Nevsky.
À l'automne 2007, la châsse Alexandre Nevski contenant ses reliques quitte momentanément la laure Alexandre Nevski et est montrée en divers endroits de la région, en particulier à la cathédrale du Christ-Sauveur de Moscou, à Kaliningrad, à Riga, à Pskov, à Veliki Novgorod, à Iaroslavl, à Vladimir, à Nijni Novgorod et à Iekaterinbourg.

## Postérité
De son union en 1239 avec Alexandra ou Prascovie, fille du prince Bryatchilav de Polotsk (mort après 1239), sont nés :
- Vassili, né en 1240, prince de Novgorod (1256-1258), mort en 1271 ;
- Eudoxie, mariée avant 1262 à Constantin, prince de Smolensk ;
- Dimitri Ier ;
- André III ;
- Daniel de Moscou, né en 1261 et mort le 4 mars 1303, prince de Moscou en 1264. De lui descendent les grands-princes de Moscou.

## Popularité

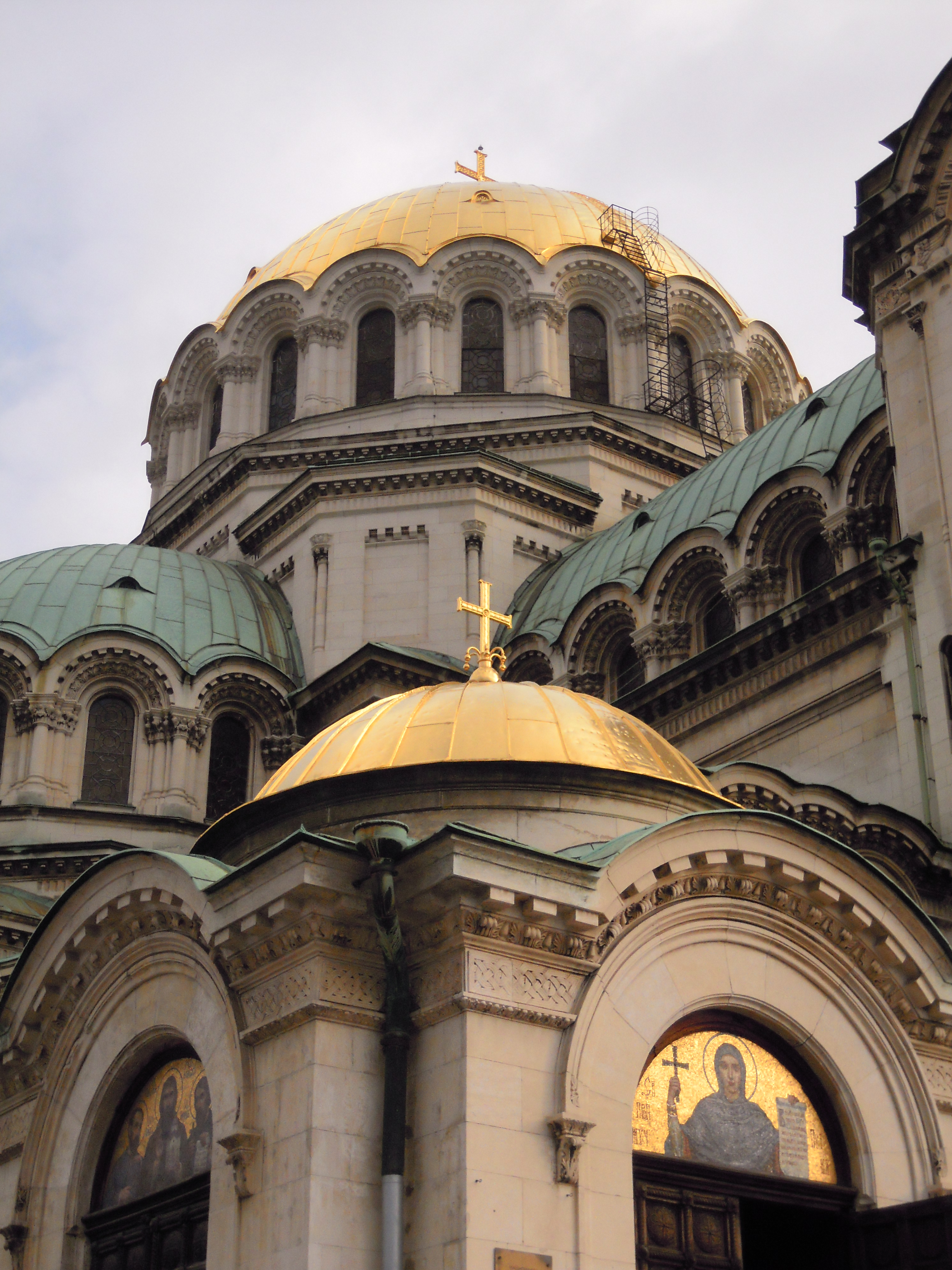
Détail de la cathédrale dédiée à Alexandre Nevski, Sofia.

En 2008, Alexandre Nevski est désigné comme le Russe le plus populaire de l'histoire de la Russie avec un peu plus d'un demi-million de voix, devant Piotr Stolypine et Joseph Staline.

## Vol des reliques de saint Alexandre Nevski
Dans la nuit du 28 août au 29 août 2012, des voleurs pénétrèrent par effraction dans l'église Sainte-Catherine de Saint-Pétersbourg. Ces inconnus dérobèrent le reliquaire contenant les restes de saint Alexandre Nevski, cinq croix, un calice, en outre treize autres reliques de saints de l'Église orthodoxe russe furent dérobées dans cette même nuit.